# Фридрихсгамская крепость
Фридрихсгамская крепость (Fredrikshamn), после 1917 г. также Хамина (фин. Haminan linnoitus) — фортификационное сооружение в одноимённом городе, область Кюменлааксо (Финляндия). Расположена на побережье Финского залива. Заложена шведами в 1720-х годах на существовавшей тогда российско-шведской границе, в 1790-х годах перестроена русскими инженерными войсками под руководством Александра Васильевича Суворова в качестве одного из оборонительных рубежей в системе укреплений, позднее названных Суворовской оборонительной линией.

## История
Строительство крепости началось, после окончания в 1721 году Северной войны. Тогда русско-шведская граница переместилась на северо-запад, подойдя к небольшому городку Вехкалахти. Шведы заложили здесь крепость классической звездообразной формы, с 8-ю улицами-лучами и ратушной площадью в центре. Бастионы именовались в честь финских укреплённых городов — Гельсингфорс, Вильманстранд, и т. д. Строителем крепости являлся шведский фортификатор Аксель фон Левен, но к 1741 году шведы успели возвести только земляные валы.
В 1723 году укрепленный Вехкалахти переименовали во Фридрихсгам в честь шведского короля Фредрика I. В ходе следующей войны с Россией, в 1742 году Швеция оставили земляную крепость без боя, что было закреплено в 1743 году Абоским мирным договором. Строительство фортификационных сооружений продолжалось, но бастионы и другие укрепления развернулись на 180 градусов, уже против шведов. 
В 1788 году, во время очередной русско-шведской войны, шведские войска дважды осаждали Фридрихсгам, но взять не сумели.Обороной города командовали генерал Василий Левашёв и начальник гарнизона полковник фон Экк. 11 июля шведские войска в первый раз подошли к Фридрихсгаму и начали обстрел крепости, но в ходе артиллерийской дуэли огонь шведских батарей был подавлен. 22 июля шведский корпус Армфельта (свыше 5 тысяч человек) вновь осадил крепость, но из-за волнений в финских подразделениях шведской армии, осада была прервана. По легенде, именно во время обороны Фридрихсгама прозвучала фраза "Русские не сдаются!", ставшая знаменитой. Так Левашёв ответил на предложение шведов о сдаче крепости.
15 мая 1790 года город и стоящий в прибрежных водах русский галерный отряд капитана 1 ранга Слизова были атакованы кораблями Густава III. После нескольких часов перестрелки малочисленный русский флот потерпел поражение, потеряв при этом 26 судов. Шведские корабли беспрепятственно вошли в гавань Фридрихсгама и продолжили бомбардировку города. Позже, по приказу короля, флот прекратил обстрел и перешёл к Выборгу, оставив Фридрихсгам непокорённым.
В 1791 году генерал-аншеф Александр Суворов по поручению императрицы Екатерины II занялся составлением проекта строительства пограничных укреплений Русской Финляндии. По итогам трёхнедельной инспекционной поездки им был подготовлен «План оборонительных мероприятий в Финляндии на случай войны со Швецией». Согласно плану, Фридрихсгамская крепость, наряду с Выборгской, рассматривалась в качестве одного из двух главных элементов («капиталей») оборонительной линии. В июне 1791 года полководец получил назначение командующего войсками, расквартированными в Выборгском наместничестве, с указанием провести мероприятия по возведению укреплений, предусмотренных составленным им же планом. В течение 1791—1792 годов генерал-аншеф руководил масштабными строительными работами, проявив способности инженера-фортификатора, организатора и даже снабженца. Суворовым был значительно укреплён северный фронт крепости, построен центральный бастион, а земляные валы получили каменную облицовку.
В результате Русско-шведской войны (1808—1809) граница Российской империи со Швецией переместилась далеко на запад, к реке Торнионйоки, и крепость осталась в тылу. Начиная с 1811 года к гарнизону Фридрихсгамской крепости лишь временно прикомандировывались отдельный роты пехотных полков. В 1830-х годах император Николай I передал территорию крепости городу Фридрихсгаму. Одновременно с этим была ликвидирована должность коменданта крепости. Во время Крымской войны крепость вновь выполняла свои функции оборонительного сооружения. На это время в ней восстановили должность коменданта.
После переименования города Фридрихсгама в Хамину крепость также сменила название.
В 1957 году началось восстановление крепости. Часть её территории в современное время используется в рекреационных и туристических целях. Здесь проводятся фестивали военной музыки, городские праздники, концерты. В пороховом погребе находится художественная галерея, в бастионе «Турку» расположен Егерский музей.
Часть сооружений крепости по-прежнему находится под контролем военных. Здание бывшего Финляндского кадетского корпуса в настоящее время занято школой офицеров запаса Финляндии.